# Pilisszentkereszt
Pilisszentkereszt (slovensky Mlynky) je obec v Maďarsku v Pešťské župě v okrese Szentendre. Jedná se o jednu z obcí se slovenskou menšinou.
Má rozlohu 1721 ha a nachází se nedaleko slovenských hranic (Štúrovo).

## Obyvatelstvo
V obci žije přibližně 2 100 obyvatel. V roce 2001 se přihlásilo více než 54,6 % obyvatel k slovenské národnosti.

## Dějiny
Území obce bylo obydleno již v římské době a patřilo k římské provincií Panonie. Začátky obce souvisejí s 12. stoletím a benediktinským opatstvím, které později převzali cisterciáni. Udrželo až do turecké okupace v 16. století, kdy Mlynky Turci vyplenili. Po osvobození od turecké nadvlády začali přicházet na území téměř vylidněné obce slovenští kolonisté z území tehdejších horních Uher. První rodiny kolonistů přišly již v roce 1747. Kapitál obce dostaly do správy paulíni – římskokatolický řeholní rád, během jejichž správy na území obce přicházeli další slovenští kolonisté. Obec se nazývala latinsky Santa Crux, maďarsky, Szent Kereszt. V roce 1766 byl postaven římskokatolický kostel. Později přišli i němečtí kolonisté, kteří se však v převážně slovenském prostředí asimilovali. Obec si až do dnešních dob udržela převážně slovenský charakter. Střediskem slovenské kultury v obci je Slovenský dům. Ze sakrálních památek je nejvýznamnější barokní římskokatolický kostel z 18. století.
Přestože je obec obydlená převážně slovenským obyvatelstvem, nečinil nikdy československý ani slovenský stát žádné územní nároky na oblast Piliše, kde se obec nachází.[zdroj?]